# The Sickness
The Sickness är Disturbeds första album, utgivet den 7 mars 2000. Det nådde 29:e plats på Billboard 200.

## Låtlista
1. "Voices" – 3:11
2. "The Game" – 3:47
3. "Stupify" – 4:34
4. "Down With the Sickness" - 4:38
5. "Violence Fetish" – 3:23
6. "Fear" – 3:46
7. "Numb" – 3:44
8. "Want" – 3:52
9. "Conflict" – 4:35
10. "Shout" – 4:17
11. "Droppin' Plates" – 3:49
12. "Meaning of Life" – 4:02

## Medverkande
Disturbed
- David Draiman – sång
- Dan Donegan – gitarr, elektronik, programmering
- Steve Kmak – basgitarr
- Mike Wengren – trummor, percussion, programmering

Produktion
- Disturbed – musikproducenter
- Johnny K – ljudtekniker, producent
- Tadpole – ljudtekniker
- Frank De Lamora, Enrique Santiago – programmering
- Andy Wallace, Steve Sisco – ljudmix
- Howie Weinberg – mastering
- P.R. Brown – omslagsdesign, foto
- Jana Leon – foto